# Il sogno di una vita
Il sogno di una vita è un film televisivo del 2015, diretto da David Mackay.

## Trama
Assunta nel ristorante di un country club, l'aspirante chef Callie Shaw rincontra l'amico d'infanzia David che non vedeva da tempo. David la iscrive all'annuale concorso di sculture di ghiaccio natalizie e Callie si ritrova così a dover scontrarsi contro il suo capo, Gloria.